# Jaume Torras
Pour les articles homonymes, voir Torras.
Jaume Torras Arnau né le 24 août 1998, est un joueur espagnol de hockey sur gazon.

## Carrière
Il a été appelé en équipe première en 2022 pour concourir à la Ligue professionnelle 2021-2022.